# 1981年の相撲
1981年の相撲（1981ねんのすもう）は、1981年の相撲関係のできごとについて述べる。

## 大相撲

### できごと
- 1月、入場料（平均15％）値上げ。幕下以下の退職金、部屋維持費アップ。初場所4日目、高見山は連続出場回数を1368回とし史上単独1位。7日目、大関貴ノ花引退、年寄鳴戸襲名。8日目、当時の皇太子一家観戦。場所後の番付編成会議で千代の富士の大関昇進を決定。放駒（元大関魁傑）独立。2月に放駒部屋落成。
  - 初場所千秋楽の平均視聴率は史上最高の52.2％（瞬間最高視聴率65.3%）を記録した。
- 3月、春場所3日目に横綱輪島大士が引退、年寄花籠襲名。花籠親方（元大ノ海）は定年の10日前に廃業。功労金3800万円。5日目、大関増位山引退、年寄小野川襲名。
- 4月、湊親方（元十両8枚目大達）死去、59歳。
- 5月、夏場所初日、昭和天皇観戦。元小結豊山引退、年寄湊襲名。場所後の番付編成会議で福薗、鶴嶺山の十両昇進を決定。史上初の兄弟同時関取。
- 6月、メキシコ公演、アメリカ巡業。7日、尾車（元大関琴ヶ濱）死去、53歳。
- 7月、名古屋場所後の番付編成会議で千代の富士の横綱推挙決定。
- 8月、武蔵川（元横綱三重ノ海）独立。武蔵川部屋落成。
- 9月、東西正横綱が「横綱・大関」を兼務。秋場所8日目、昭和天皇観戦。八角親方（元前頭9枚目緑國）死去、62歳。石井光次郎横審委員長死去、92歳。元関脇荒勢引退、年寄間垣襲名。場所後の番付編成会議で琴風が大関に昇進。
- 11月、元関脇玉ノ富士引退、年寄湊川襲名。北の湖敏満が九州場所休場、幕内連続勝ち越し、連続2桁勝利の記録が途絶えた。
- 12月、元前頭5枚目琴乃富士引退、年寄尾車襲名。年寄鳴戸（元大関貴ノ花）が藤島に名跡変更。

### 本場所
- 一月場所（蔵前国技館・11日～25日）
幕内最高優勝 : 千代の富士貢（14勝1敗,初）
　殊勲賞-千代の富士、敢闘賞-富士櫻、若島津、技能賞-千代の富士
十両優勝 : 飛騨ノ花修弘（13勝2敗）
- 三月場所（大阪府立体育館・8日～22日）
幕内最高優勝 : 北の湖敏満（13勝2敗,21回目）
　殊勲賞-栃赤城、敢闘賞-高見山、技能賞-巨砲
十両優勝 : 高鐵山圭介（12勝3敗）
- 五月場所（蔵前国技館・10日～24日）
幕内最高優勝 : 北の湖敏満（14勝1敗,22回目）
　殊勲賞-朝汐、敢闘賞-北天佑、技能賞-蔵間
十両優勝 : 東洋公大（12勝3敗）
- 七月場所（愛知県体育館・5日～19日）
幕内最高優勝 : 千代の富士貢（14勝1敗,2回目）
　殊勲賞-朝汐、敢闘賞-高見山
十両優勝 : 青葉城幸雄（10勝5敗）
- 九月場所（蔵前国技館・13日～27日）
幕内最高優勝 : 琴風豪規(12勝3敗,初）
　殊勲賞-巨砲、敢闘賞-大寿山、技能賞-琴風
十両優勝 : 鳳凰倶往（11勝4敗）
- 十一月場所（福岡国際センター・8日～22日）
幕内最高優勝 : 千代の富士貢（12勝3敗,3回目）
　殊勲賞-朝汐、敢闘賞-隆の里、栃赤城、技能賞佐田の海
十両優勝 : 若獅子茂憲（11勝4敗）
- 年間最優秀力士賞：千代の富士貢(65勝13敗12休)
- 年間最多勝：北の湖敏満(69勝15敗6休)

## 誕生
- 1月2日 - 総一（十両呼出、所属：二十山部屋→北の湖部屋→山響部屋）
- 3月10日 - 黒海太（最高位：小結、所属：追手風部屋）[1]
- 4月16日 - 豊真将紀行（最高位：小結、所属：錣山部屋、年寄：立田川）[2]
- 5月18日 - 大岩戸義之（最高位：前頭16枚目、所属：八角部屋）[3]
- 5月31日 - 里山浩作（最高位：前頭12枚目、所属：三保ヶ関部屋→尾上部屋、年寄：千賀ノ浦）[4]
- 6月17日 - 琴禮巨樹（最高位：十両5枚目、所属：佐渡ヶ嶽部屋）[5]
- 7月13日 - 木村山守（最高位：前頭7枚目、所属：春日野部屋、+ 2024年【令和6年】）[6][7]
- 7月16日 - 白乃波寿洋（最高位：十両4枚目、所属：三保ヶ関部屋→尾上部屋）[8]
- 8月7日 - 朝赤龍太郎（最高位：関脇、所属：若松部屋→高砂部屋、年寄：高砂）[9]
- 12月21日 - 磋牙司洋之（最高位：前頭9枚目、所属：入間川部屋）[10]

## 死去
- 4月24日 - 大達信太郎（最高位：十両8枚目、所属：高砂部屋、年寄：湊、* 1921年【大正10年】）
- 5月18日 - 大平山圭四郎（最高位：十両4枚目、所属：春日野部屋、* 1910年【明治43年】）
- 5月21日 - 鯱ノ里一郎（最高位：前頭3枚目、所属：若松部屋、* 1914年【大正3年】）[11]
- 6月7日 - 琴ヶ濵貞雄（最高位：大関、所属：二所ノ関部屋→佐渡ヶ嶽部屋、年寄：尾車、* 1927年【昭和2年】）[12]
- 9月11日 - 緑國政雄（最高位：前頭9枚目、所属：立浪部屋、年寄：八角、* 1919年【大正8年】）[13]
- 9月20日 - 大ノ海久光（最高位：前頭3枚目、所属：二所ノ関部屋、* 1916年【大正5年】）[14]